# 大谷明裕
大谷 明裕（おおたに めいゆう、1954年7月12日（70歳） - ）は、日本の作曲家・シンガーソングライター。シンガーソングライター活動時は「大谷めいゆう」名義。

## 経歴
大阪府大阪市出身。大阪府立北野高等学校卒業。早稲田大学中退。学生時代からのバンド活動を経て音楽界へ。作曲家の曽根幸明に師事。その後、作･編曲家の池多孝春について編曲・理論を学ぶ。

## 主な提供楽曲
- 逢川まさき「女の最終便」
- 浅田あつこ「鯨（いさな）の浜唄」「見返り橋まで」
- 石上久美子「北海暴れん坊」
- 井手せつ子「女の秋」
- 内山田洋とクール・ファイブ「ふたたび長崎」
- 大川栄策「浪花ことぶき」
- 小沢亜貴子「いろはにほへど」「東京エレジー」
- 小野由紀子「日本橋から」「雨のタンゴ」「そしてボレロ」
- 一葉「旅立ちの駅」
- 加門亮「泣いてもいいよ」
- 北見恭子「淋しいね」「酔いどれ切符」
- 小金沢昇司「ありがとう…感謝」「惚れちまったよ」「湾岸（ベイサイド）ホテル」「二人の合言葉（キーワード）」「願・一条戻り橋」
- 島倉千代子「私って」「花なら花らしく」
- 島津悦子「酔芙蓉」「酔月情話」「酔花火」
- シュー・ピンセイ（中国語版）「Passing Love」
- 田川寿美「こぼれ月」※日本レコード大賞・優秀作品賞
- 滝里美「恋がたり」
- 天童よしみ「パンの耳」「カッコ悪いね」「小夜曲～セレナーデ～」「あなたにありがとう」
- 殿さまキングス「北の酒場にいた女」
- 長山洋子「倖せにしてね」※日本レコード大賞・優秀作品賞
- 新浜レオン「離さない 離さない」
- 野村将希「北の別離」
- 原田悠里「桜が咲いた」
- はるな愛「タピオカの夏」
- 日吉ミミ「焔」「未練だね」
- 藤野とし恵「うつしみの…」
- 藤原浩「冬ざんげ」
- 松原のぶえ「越前風舞い」「雪割草」
- 南一誠「冬木立」「慕情の街」「ひろしまかくれんぼ」「青春のポケット」
- 宮路オサム「風来ながれ唄」
- 森進一「たずねて小樽」「八甲田」
- 八代亜紀「友の焼酎（さけ）」「役者」「居酒屋『昭和』」
- 若山かずさ「恋しずく」
- 叶やよい「下駄と鼻緒」
- 氷川きよし「満天の瞳」※第46回日本有線大賞・大賞

他

## シンガーソングライター活動歴
- 「はんぶんこ」 /2009年6月/ WING EXPERT（現　A-force Entertainment）
  - 大谷明裕と小田純平による個性派ユニット”MO-JO”デュエットソング。

- 「俺たちのC'est la vie（セ・ラ・ヴィー）」 / 2009年11月/ Victor Entertainment
  - シンガーソングライター「大谷めいゆう」としてリリース。初のオリジナル・アルバム。

- 「借りた八千円～一言芳恩～」（C/W 早稲田松竹） /2010年2月/ Victor Entertainment
  - アルバム「俺たちのC'est la vie（セ・ラ・ヴィー）」からのシングルカット。初シングルCD。